# Attolini (Motorradhersteller)
Attolini war ein italienischer Hersteller von leichten Motorrädern mit Sitz in Spineda (Provinz Cremona), der in den frühen 1920er-Jahren tätig war.

## Geschichte
Gegründet wurde das Unternehmen um 1920 von Gustavo Attolini. Das Unternehmen produzierte leichte Motorräder mit zugekauften Villiers-Zweitaktmotoren aus Großbritannien. Zum Einsatz kamen u. a. luftgekühlte Einzylindermotoren mit 269 cm³ Hubraum. Später wurden auch Maschinen mit einem 330-cm³-Zweitaktmotor gebaut, möglicherweise aus eigener Entwicklung.
Für die damalige Zeit galt die Technik als fortschrittlich: Die Motorräder hatten moderne Rahmen, wahlweise Kettenantrieb oder kombinierten Ketten-Riemenantrieb („chain-cum-belt drive“), Magnetzündung und teilweise sogar über eine frühe Form der Teleskopgabel sowie eine hintere Federung.
Die Produktion wurde nach nur wenigen Jahren, vermutlich 1924, eingestellt. Über erhaltene Fahrzeuge ist nichts bekannt.

## Motorsport
Gustavo Attolinis Sohn Gino Attolini nahm in dieser Zeit an regionalen Motorradrennen teil, darunter Veranstaltungen des Motorradclubs Mailand. Ein Podestplatz in der Region Lombardei ist überliefert.

## Modelle
Attolini baute leichte Motorräder mit folgenden Motoren:
- 269-cm³-Zweitakt-Einzylinder (Villiers)
- 330-cm³-Zweitaktmotor (eigene Konstruktion, nicht gesichert)

## Technik
Charakteristisch waren:
- Kettenantrieb oder kombinierter Ketten-/Riemenantrieb
- Bosch- oder Lucas-Magnetzündung
- Doppelrohrrahmen
- Frühe Federungssysteme an Vorder- und Hinterrad

## Bemerkungen
1. ↑  Chain-cum-belt drive bedeutet eine Antriebsart bei Motorrädern, die bis in die frühen 1920er Jahre üblich war. Dabei wird die Kraft vom Motor zunächst über eine Kette (meist in einem geschlossenen Kettenkasten) zum Getriebe geleitet. Anschließend erfolgt der Antrieb des Hinterrads über einen Riemen, der vom Getriebe ausgeht. „Cum“ ist lateinisch und bedeutet „mit“. Es ist also eine Kombination aus Ketten- und Riemenantrieb.